# Szerecseny
Szerecseny là một thị trấn thuộc hạt Győr-Moson-Sopron, Hungary. Thị trấn này có diện tích 12,39 km², dân số năm 2010 là 805 người, mật độ 65 người/km².